# Liste des cathédrales de Finlande
 (novembre 2024).
Cet article recense les cathédrales de Finlande.

## Liste des cathédrales
| Bâtiment                          | Image | Lieu/Coordonnées | Architectes                          | construction | culte       | sources |
| --------------------------------- | ----- | ---------------- | ------------------------------------ | ------------ | ----------- | ------- |
| Cathédrale d'Espoo                |       | Espoo            | Maître d'Espoo inconnu               | XVe siècle   | luthérienne |         |
| Cathédrale luthérienne d'Helsinki |       | Helsinki         | Carl Ludwig Engel                    | 1820-1850    | luthérienne |         |
| Cathédrale Uspenski               |       | Helsinki         | Alexey Maksimovich Gornostaev        | 1868         | orthodoxe   |         |
| Cathédrale Saint-Henri            |       | Helsinki         | Ernst Bernhard Lohrmann              | 1858-1860    | catholique  |         |
| Cathédrale de Kuopio              |       | Kuopio           | Pehr Wilhelm Palmroth Pehr Granstedt | XIXe siècle  | luthérienne |         |
| Cathédrale Saint-Nicholas         |       | Kuopio           | Aleksander Isakson                   | 1902-1903    | orthodoxe   |         |
| Cathédrale de Lapua               |       | Lapua            | Carl Ludwig Engel Heikki Kuorikoski  | 1824-1827    | luthérienne |         |
| Cathédrale de Mikkeli             |       | Mikkeli          | Josef Stenbäck                       | 1896-1918    | luthérienne |         |
| Cathédrale d'Oulu                 |       | Oulu             | Carl Ludvig Engel                    | 1771-1776    | luthérienne |         |
| Cathédrale de la Sainte-Trinité   |       | Oulu             | Mikko Huhtela                        | 1957         | orthodoxe   |         |
| Cathédrale de Porvoo              |       | Porvoo           | Maître de Pernå                      | 1418         | luthérienne |         |
| Cathédrale de Tampere             |       | Tampere          | Lars Sonck                           | 1902-1907    | luthérienne |         |
| Cathédrale de Turku               |       | Turku            |                                      | 1230-1300    | luthérienne |         |